# Bulgaarse Zwarte Zeekust

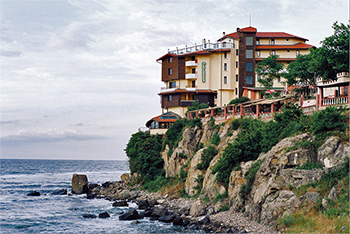
Zwarte Zee nabij Sozopol

De Bulgaarse Zwarte Zeekust is onderdeel van de Zwarte Zeekust en is de landstreek waarmee Bulgarije grenst aan de Zwarte Zee. De lengte bedraagt ongeveer 345 kilometer waarvan tot 200 km zandstranden zijn.
In het noorden vormt de Kaap Kartal de grens met Roemenië. In het midden passeert ze de uitlopers van de Balkan en in het zuiden loopt ze over in de Strandja tot aan de Turkse grens. Het noordelijk gedeelte is heuvelachtig, het zuiden eerder vlak.
Langs de kustlijn liggen de twee meest bekende badplaatsen van Bulgarije, in het zuiden Zonnestrand en in het noorden Goudstrand, elk met een eigen luchthaven, waar de meeste toeristen voor beide badplaatsen arriveren. Beide resorts worden verbonden door de A5, welke nog niet volledig afgewerkt is.
Tot 2004 was Varna de grootste badplaats in Bulgarije, maar door de geologische voordelen van de regio rond Burgas, het is er namelijk vlakker, heeft Burgas en Zonnestrand sinds 2004 deze plek ingenomen. 

## Klimaat
De zomer is warm en de winters zijn mild. Gemiddelde temperaturen schommelen in januari tussen 0,8°C tot 3,4°C. In juli ligt het rond de 22-24°C. Het is er vorstvrij van april tot november welke het hoogste is voor het land. Het noordelijke gedeelte van de kust kent gemiddeld de laagste neerslag in het land. In het zuiden valt er meer regen. Als er eens sneeuw valt blijft ze maar enkele dagen liggen. De wind waait meestal westelijk tot noordwestelijk. Het klimaat is dus vooral gunstig voor het toerisme en de landbouw. Zo is de kustlijn in Bulgarije gekend om zijn witte wijnen.